# Chanodichthys mongolicus
Chanodichthys mongolicus (Syn. Culter mongolicus, Culter rutilus, Erythroculter mongolicus), auch Mongolische Rotfeder genannt, ist ein großer räuberischer Karpfenartiger aus Ostasien. Die englische Bezeichnung ist Mongolian Redfin, auf Russisch wird er Mongolskij Krasnoper монгольский краснопер und auf Chinesisch 蒙古紅鮊 genannt.

## Beschreibung
Chanodichthys mongolicus besitzt eine schwarze Seitenlinie in der Körpermitte. Er ähnelt vom Aussehen her stark dem europäischen Rapfen. Der Rücken ist grünlich bis grau und silbrig weiß auf der Unterseite. After- und Brustflossen sind orangerot gefärbt. Seine Flossenformel lautet: Dorsale III, 7-7, Anale III, 20-21.
Das maximale Lebensalter von Chanodichthys mongolicus beträgt zehn Jahre. In der Regel wird die Fischart 60 Zentimeter lang und vier Kilogramm schwer.
Die größten Exemplare mit Längen bis über einen Meter und Gewichten bis über 10 Kilogramm wurden im Jangtsekiang, Ussuri, Amur und Lake Khanka  gefangen.

## Verbreitung
Man findet Chanodichthys mongolicus in der Mongolei, der Volksrepublik China, Russland und im nördlichen Vietnam. 
Chanodichthys mongolicus kommt im mongolischen Lake Buir, Onon und Kherlen, außerdem im chinesischen Amur, dem Gelben Fluss und Jangtsekiang vor.
Die IUCN stuft die Art als nicht gefährdet („least concern“) ein.

## Lebensweise
Chanodichthys mongolicus bevorzugt subtropische und kühl gemäßigte Gewässer mit Wassertemperaturen von 10 bis 20 °C. Die Fischart bewohnt denselben Lebensraum wie der verwandte Chanodichthys erythropterus. Er tritt in Schwärmen auf und ernährt sich von Zooplankton und Zoobenthos. Adulte Fische jagen nach Beutefischen. Die Laichzeit findet wie bei vielen Karpfenfischen im Frühjahr und Sommer statt. Über seine Lebensweise ist wenig bekannt.

## Nutzen
Der Mongolian Redfin wird lokal als Speise- und Angelfisch genutzt.